# Waarschuwing

Waarschuwing voor wegwerkzaamheden

Een waarschuwing is een conditionele voorspelling, meestal bedoeld om de ontvanger ervan 
te wijzen op een gevaar. De etymologische oorsprong van het woord wordt gevormd door de woorddelen waer (hoede, opmerkzaamheid) en schuwen (vrees inboezemen). De middelnederlandse vorm van dit woord was waernen (Engels: to warn). 
Wanneer de situatie van dien aard is dat de waarschuwing geen vertraging kan dulden wordt deze vaak verkort tot bijvoorbeeld "remmen", "kijk uit" of "pas op". Waarschuwingen kunnen zowel verbaal als non-verbaal worden gegeven. Bij verbale waarschuwingen gaat het vaak om voornoemde korte uitroepen, bij non-verbale om zicht- of hoorbare signalen zoals verkeersborden, blauwe zwaailichten, sirenes en (hand)gebaren.
Een waarschuwing betreft een bepaald toekomstscenario, dat door het waarnemen van de waarschuwing gevolgd door preventief handelen kan worden afgewend. De situatie waarvoor gewaarschuwd werd doet zich dan niet voor. Dit kan soms aanleiding geven tot onterechte kritiek op de waarschuwing, die als 'onjuist' of 'overbodig' wordt afgedaan. Dit lot treft soms politici, wetenschappers, journalisten en anderen die publiekelijk waarschuwen. Evenzeer kan degene die zich bediende van een onnodige waarschuwing ten onrechte claimen dat het dreigend gevaar door zijn waarschuwing is afgewend.